# Spencer W. Kimball
Spencer Woolley Kimball (Salt Lake City, 28 de Março de 1895 — Salt Lake City, 5 de Novembro de 1985), foi um religioso e empresário estadunidense, décimo segundo presidente da Igreja de Jesus Cristo dos Santos dos Últimos Dias.
Em Junho de 1978 a Primeira Presidência da Igreja anunciou que Kimball recebera uma revelação na qual fora orientado de que o sacerdócio e os ritos realizados nos templos da Igreja fossem concedidos a todos os seus membros dignos, sem exceção de etnia ou cor de pele.
Essa declaração ficou conhecida como Declaração Oficial - 2 e é a última parte acrescentada ao livro de Doutrina e Convênios, considerado escritura sagrada pelos santos dos últimos dias.